# Trochanteriidae
Trochanteriidae là một họ nhện gồm 152 loài được xếp vào 19 chi.

## Phân loại
Xem Danh sách các loài trong họ Trochanteriidae.